# ديف روبرتس (لاعب كرة قدم)
ديف روبرتس (بالإنجليزية: Dave Roberts)‏ هو لاعب كرة قدم بريطاني، ولد في 31 يوليو 1964 في ميدلزبرة في المملكة المتحدة.